# Nyabibwe
Nyabibwe ist ein Bergbauort im Territorium Kalehe in der Provinz Sud-Kivu im Osten der Demokratischen Republik Kongo.

## Geographie
Nyabibwe liegt am Kiwusee rund 70 Kilometer nördlich der Provinzhauptstadt Bukavu und auf etwas mehr als halbem Weg von dieser zu Goma, der Hauptstadt der benachbarten Provinz Nord-Kivu.

## Geschichte
Bei einem Großbrand am 24. Dezember 2024 brannten im Ort 37 Häuser ab.
Gegen 3 Uhr morgens am 5. Februar 2025 kam es zu Kämpfen zwischen der Rebellengruppe Bewegung 23. März (M23) und den kongolesischen Streitkräften. Die M23 nahm Nyabibwe noch am Morgen ein. Die Kampfhandlungen stellten einen Bruch einer am 3. Februar einseitig von der M23 erklärten Waffenruhe dar und einen weiteren Schritt hin zu einer möglichen Offensive der M23 zur Einnahme der Stadt Bukavu, nachdem diese Ende Januar bereits die Millionenstadt Goma eingenommen hatte.

## Verkehr
Durch den Ort führt die Nationalstraße 2, die unter anderem die beiden Provinzhauptstädte Bukavu und Goma miteinander verbindet.

## Wirtschaft
Nyabibwe ist ein Bergbauort in dessen Umgebung Gold, Coltan und andere mineralische Ressourcen gefördert werden.